# Selma Elias Westphal
Selma Elias Westphal (Imbituba, 8 de abril de 1948) é uma pedagoga e política brasileira.

## Biografia
Filha do ex-prefeito de Imbituba Eduardo Elias, é pedagoga formada na Universidade Federal de Santa Catarina. Casada com Fúlvio Westphal, tem duas filhas.
Foi secretária municipal de educação de sua cidade natal.
Em 2002 foi eleita segunda suplente do senador Leonel Pavan.
De 2003 a 2006 exerceu o cargo de secretária adjunta de Educação do Estado de Santa Catarina, no período em que a Secretaria de Estado da Educação era comandada pelo professor Jacó Anderle.
Com a eleição de Leonel Pavan para o cargo de vice-governador de Santa Catarina, em 2006, o primeiro suplente Neuto de Conto assumiu a titularidade do mandato, no período 2007-2011, e Selma Elias Westphal passou a exercer a primeira suplência.
Selma assumiu o mandato de senadora da República em 6 de agosto de 2010, em virtude do afastamento do titular Neuto de Conto, nomeado pelo então governador Leonel Pavan para o cargo de secretário de Estado da Articulação Nacional.
De 2011 a 2012 aceitou indicação do PMDB e convite do governador Raimundo Colombo para assumir a Secretaria Executiva de Políticas para as Mulheres do governo do Estado de Santa Catarina. Em 2013 assumiu a Secretaria Municipal de Assistência Social, em Imbituba.